# Centro Oncológico MD Anderson de la Universidad de Texas
El Centro Oncológico MD Anderson en la Universidad de Texas (University of Texas MD Anderson Cancer Center) es un hospital en el Texas Medical Center de Houston, Texas. Como parte del Sistema Universitario de Texas, el centro MD Anderson tiene  19.973 empleados. La Legislatura de Texas abrió el hospital en 1941.